# Paradoxe d'Abilene
Pour les articles homonymes, voir Abilene.
 (février 2024).
Si vous disposez d'ouvrages ou d'articles de référence ou si vous connaissez des sites web de qualité traitant du thème abordé ici, merci de compléter l'article en donnant les références utiles à sa vérifiabilité et en les liant à la section « Notes et références ».
Le paradoxe d’Abilene un sophisme collectif dans lequel un groupe de personnes décide collectivement d'une ligne de conduite qui va à l'encontre des préférences de la plupart ou de la totalité des individus du groupe, alors que chaque individu croit qu'elle est alignée sur les préférences de la plupart des autres. Il a été exposé par le sociologue Jerry B. Harvey en 1974.
Présenté dans son ouvrage The Abilene Paradox and Other Meditations on Management, il est une illustration de la difficulté d’un groupe à prendre une décision et gérer collectivement son accord.
Il s'agit d'une rupture de la communication de groupe dans laquelle chaque membre croit à tort que ses propres préférences vont à l'encontre de celles du groupe, et ne soulève donc pas d'objections, ou même affirme son soutien à un résultat qu'il ne souhaite pas. Comme dans la pensée de groupe, les membres du groupe décident ensemble d'une ligne de conduite qu'ils ne choisiraient pas en tant qu'individus. Cependant, alors que dans la pensée de groupe, les individus se trompent eux-mêmes et déforment leurs propres opinions, dans le paradoxe d'Abilene, les individus sont incapables de percevoir les opinions ou les préférences des autres, ou de gérer l'accord.
Dans la fable que propose Jerry Harvey, aucun des quatre membres d'un groupe ne souhaitait se rendre à Abilene mais, par crainte de s’offenser et de se contredire mutuellement, ils y finissent tous.

## Énoncé
« Par une chaude après-midi, un jeune couple est en visite chez les parents de la femme à Coleman, au Texas. La famille joue tranquillement aux dominos sous le porche, jusqu’au moment où le beau-père propose d’aller dîner à Abilene, à 80 kilomètres de là. La femme dit : "Ça paraît une bonne idée." Le mari est plutôt réservé car le trajet sera long et chaud, mais il croit que ses préférences divergent de celles du groupe et dit : "Ça me semble bien. J'espère juste que ta mère en a envie." La belle-mère dit alors : "Bien sûr que j’en ai envie. Ça fait longtemps que je ne suis pas allée à Abilene."
Le trajet est effectivement torride, poussiéreux et long. Quand ils arrivent à la cafétéria, la nourriture est aussi mauvaise que la route. Ils rentrent chez eux quatre heures plus tard, épuisés.
L'un d'eux dit, sans sincérité : "C'était une super balade, hein ?" La belle-mère dit qu'en fait elle aurait préféré rester à la maison mais qu'elle a accepté puisque les trois autres étaient si enthousiastes. Le mari dit : "Je n'étais pas ravi. Je n'y suis allé que pour vous autres." La femme dit : "J'ai accepté pour te faire plaisir. Il aurait fallu que je sois folle pour avoir envie de sortir par cette chaleur." Le beau-père dit alors qu'il n'avait  fait cette proposition que parce qu'il pensait que peut-être les autres s’ennuyaient.
Le groupe est tout déconcerté par le fait qu'ils ont décidé ensemble de faire quelque chose dont aucun d'eux n’avait envie. Chacun aurait préféré rester tranquillement là, mais ne l'a pas reconnu quand il était encore temps de profiter de l'après-midi. »

Cette anecdote sert de base à des enseignements sur les dynamiques de groupe, ainsi que sur le management décisionnel. La principale leçon à en tirer[style à revoir] est que dans certaines conditions, un groupe non structuré peut entériner des décisions par consensus alors qu'en fait, aucun des participants ne soutenait la proposition initiale (et aucun n'aurait voté pour par bulletins secrets).[réf. nécessaire]